# Biblioteca comunale di Castel Goffredo
La Biblioteca comunale di Castel Goffredo è la biblioteca pubblica di Castel Goffredo, in provincia di Mantova. Aderisce al Sistema bibliotecario Ovest Mantovano.

## Storia
Documenti dell'archivio comunale testimoniano che la Biblioteca fu istituita nel 1967. Lo stabile attuale, di proprietà comunale, nell'Ottocento e fino al 1935 era adibito a scuole. Nei primi anni del 1940, su progetto dell'ingegnere Demetrio Palvarini, il fabbricato venne trasformato in stile razionalista in Casa del Fascio, con attiguo teatro-cinema e sale riservate all'Opera nazionale del dopolavoro.
Alterne vicende hanno portato a periodi di chiusura della Biblioteca e a spostamenti di sede in altri edifici della città, fino alla sede attuale. Nel novembre 2017 il Comune di Castel Goffredo ha avviato un progetto di recupero degli edifici, finalizzato alla istituzione di un nuovo centro culturale, con annessa nuova biblioteca comunale.

## Patrimonio
La biblioteca possiede attualmente (2022) un patrimonio di circa 42 000 volumi (di cui più di 4 000 per ragazzi), disposti a scaffale aperto.

## Servizi
La Biblioteca offre i seguenti servizi:
- consultazione e studio in sede
- consultazione quotidiani
- prestito locale (libri, dvd e cd)
- informazioni bibliografiche
- navigazione internet, anche con Wi-Fi gratuito
- prestito interbibliotecario (gratuito tra le biblioteche del mantovano)
- riproduzioni
- servizio "Informagiovani"[5]

## Attività
Tra le attività curate dalla Biblioteca Comunale di Castel Goffredo si segnala:
- i gruppi di lettura, curati da facilitatori bibliotecari e volontari
- gli incontri con l'autore